# Convocazioni per il campionato europeo femminile di calcio 2005
Questa pagina elenca le giocatrici convocate per il campionato europeo femminile di calcio di Finlandia 2005.

## Gruppo A

### Danimarca
Selezionatore:  Peter Bonde
| N. | Pos. | Giocatore               | Data nascita (età)         | Pres. | Reti | Squadra            |
| -- | ---- | ----------------------- | -------------------------- | ----- | ---- | ------------------ |
| 1  | P    | Tine Cederkvist         | 21 marzo 1979 (26 anni)    |       |      | Brøndby            |
| 2  | D    | Bettina Falk            | 31 marzo 1981 (24 anni)    |       |      | Brøndby            |
| 3  | D    | Katrine Pedersen (c)    | 13 aprile 1977 (28 anni)   |       |      | Fløya              |
| 4  | D    | Gitte Andersen          | 28 aprile 1977 (28 anni)   |       |      | Brøndby            |
| 5  | D    | Mariann Gajhede Knudsen | 16 novembre 1984 (20 anni) |       |      | Fortuna Hjørring   |
| 6  | C    | Louise Hansen           | 4 maggio 1975 (30 anni)    |       |      | 1. FFC Francoforte |
| 7  | C    | Cathrine Sørensen       | 14 giugno 1978 (26 anni)   |       |      | Brøndby            |
| 8  | A    | Stine Kjær Jensen       | 15 ottobre 1979 (25 anni)  |       |      | Brøndby            |
| 9  | A    | Lene Jensen             | 17 marzo 1976 (29 anni)    |       |      | VSK Aarhus         |
| 10 | C    | Anne Dot Eggers Nielsen | 6 novembre 1975 (29 anni)  |       |      | Brøndby            |
| 11 | A    | Merete Pedersen         | 30 giugno 1973 (31 anni)   |       |      | Torres             |
| 12 | D    | Dorte Dalum Jensen      | 3 luglio 1978 (26 anni)    |       |      | Asker Fotball      |
| 13 | A    | Johanna Rasmussen       | 2 luglio 1983 (21 anni)    |       |      | Fortuna Hjørring   |
| 14 | C    | Cecilie Pedersen        | 19 marzo 1983 (22 anni)    |       |      | Brøndby            |
| 15 | A    | Tanja Mejer Christensen | 22 marzo 1985 (20 anni)    |       |      | Fortuna Hjørring   |
| 16 | P    | Mette Bjerg             | 24 febbraio 1976 (29 anni) |       |      | Horsens SIK        |
| 17 | A    | Nanna Mølbach Johansen  | 19 novembre 1986 (18 anni) |       |      | VSK Aarhus         |
| 18 | D    | Mia Olsen               | 15 ottobre 1981 (23 anni)  |       |      | Brøndby            |
| 19 | C    | Helle Nielsen           | 17 febbraio 1982 (23 anni) |       |      | Vejle              |
| 20 | P    | Stina Lykke Petersen    | 9 febbraio 1986 (19 anni)  |       |      | Odense             |

### Finlandia
Selezionatore:  Michael Käld
| N. | Pos. | Giocatore             | Data nascita (età)          | Pres. | Reti | Squadra              |
| -- | ---- | --------------------- | --------------------------- | ----- | ---- | -------------------- |
| 1  | P    | Satu Kunnas           | 3 settembre 1977 (27 anni)  |       |      | FC United            |
| 2  | D    | Petra Vaelma          | 11 maggio 1982 (23 anni)    |       |      | FC United            |
| 3  | C    | Jessica Julin         | 6 dicembre 1978 (26 anni)   |       |      | Umeå IK              |
| 4  | D    | Sanna Valkonen (c)    | 12 dicembre 1977 (27 anni)  |       |      | Umeå IK              |
| 5  | D    | Tiina Salmén          | 3 agosto 1978 (26 anni)     |       |      | HJK                  |
| 6  | D    | Evelina Sarapää       | 29 settembre 1976 (28 anni) |       |      | HJK                  |
| 7  | C    | Anne Mäkinen          | 1º febbraio 1976 (29 anni)  |       |      | Umeå IK              |
| 8  | C    | Minna Mustonen        | 26 luglio 1977 (27 anni)    |       |      | FC United            |
| 9  | A    | Laura Kalmari         | 27 maggio 1979 (26 anni)    |       |      | Djurgården/Älvsjö    |
| 10 | C    | Anna-Kaisa Rantanen   | 10 febbraio 1978 (27 anni)  |       |      | Linköping            |
| 11 | A    | Heidi Kackur          | 31 ottobre 1978 (26 anni)   |       |      | Kopparbergs/Göteborg |
| 12 | P    | Virva Junkkari        | 14 ottobre 1977 (27 anni)   |       |      | HJK                  |
| 13 | A    | Jessica Thorn         | 6 dicembre 1981 (23 anni)   |       |      | HJK                  |
| 14 | D    | Heidi Ahonen          | 25 marzo 1984 (21 anni)     |       |      | Espoo                |
| 15 | C    | Sanna Malaska         | 6 aprile 1983 (22 anni)     |       |      | HJK                  |
| 16 | D    | Terhi Uusi-Luomalahti | 20 febbraio 1974 (31 anni)  |       |      | Espoo                |
| 17 | A    | Linda Lindqvist       | 3 gennaio 1980 (25 anni)    |       |      | Espoo                |
| 18 | A    | Sanna Talonen         | 15 giugno 1984 (20 anni)    |       |      | Honka                |
| 19 | A    | Heidi Lindström       | 15 novembre 1981 (23 anni)  |       |      | HJK                  |
| 20 | P    | Noora Matikainen      | 1º settembre 1980 (24 anni) |       |      | Espoo                |

### Inghilterra
Selezionatrice:  Hope Powell
| N. | Pos. | Giocatore       | Data nascita (età)         | Pres. | Reti | Squadra                 |
| -- | ---- | --------------- | -------------------------- | ----- | ---- | ----------------------- |
| 1  | P    | Jo Fletcher     | 31 dicembre 1980 (24 anni) |       |      | Birmingham City         |
| 2  | D    | Alex Scott      | 14 ottobre 1984 (20 anni)  |       |      | Birmingham City         |
| 3  | D    | Rachel Unitt    | 5 giugno 1982 (23 anni)    |       |      | Everton                 |
| 4  | C    | Katie Chapman   | 15 giugno 1982 (22 anni)   |       |      | Charlton Athletic       |
| 5  | D    | Faye White (c)  | 2 febbraio 1978 (27 anni)  |       |      | Arsenal                 |
| 6  | D    | Mary Phillip    | 14 marzo 1977 (28 anni)    |       |      | Arsenal                 |
| 7  | A    | Jody Handley    | 12 marzo 1979 (26 anni)    |       |      | Everton                 |
| 8  | C    | Fara Williams   | 25 gennaio 1984 (21 anni)  |       |      | Everton                 |
| 9  | A    | Amanda Barr     | 2 maggio 1982 (23 anni)    |       |      | Birmingham City         |
| 10 | C    | Emily Westwood  | 5 aprile 1984 (21 anni)    |       |      | Wolves                  |
| 11 | A    | Rachel Yankey   | 1º novembre 1979 (25 anni) |       |      | Birmingham City         |
| 12 | C    | Kelly Smith     | 29 ottobre 1978 (26 anni)  |       |      | Arsenal                 |
| 13 | P    | Rachel Brown    | 2 luglio 1980 (24 anni)    |       |      | Everton                 |
| 14 | A    | Karen Carney    | 1º agosto 1987 (17 anni)   |       |      | Birmingham City         |
| 15 | D    | Casey Stoney    | 13 maggio 1982 (23 anni)   |       |      | Charlton Athletic       |
| 16 | C    | Vicky Exley     | 22 ottobre 1975 (29 anni)  |       |      | Doncaster Rovers Belles |
| 17 | C    | Anita Asante    | 27 aprile 1985 (20 anni)   |       |      | Arsenal                 |
| 18 | A    | Eniola Aluko    | 21 febbraio 1987 (18 anni) |       |      | Birmingham City         |
| 19 | C    | Lindsay Johnson | 8 maggio 1980 (25 anni)    |       |      | Everton                 |
| 20 | P    | Leanne Hall     | 19 maggio 1980 (25 anni)   |       |      | Fulham                  |

### Svezia
Selezionatrice:  Marika Domanski-Lyfors.
| N. | Pos. | Giocatore           | Data nascita (età)         | Pres. | Squadra              |
| -- | ---- | ------------------- | -------------------------- | ----- | -------------------- |
| 1  | P    | Caroline Jönsson    | 22 novembre 1977 (27 anni) | 63    | Malmö FF             |
| 2  | D    | Karolina Westberg   | 16 maggio 1978 (27 anni)   | 108   | Umeå IK              |
| 3  | D    | Jane Törnqvist      | 9 maggio 1975 (30 anni)    | 101   | Djurgården/Älvsjö    |
| 4  | D    | Hanna Marklund      | 26 novembre 1977 (27 anni) | 87    | Sunnanå SK           |
| 5  | D    | Kristin Bengtsson   | 12 gennaio 1970 (35 anni)  | 149   | Djurgården/Älvsjö    |
| 6  | C    | Malin Moström       | 1º agosto 1975 (29 anni)   | 96    | Umeå IK              |
| 7  | D    | Sara Larsson        | 13 maggio 1975 (30 anni)   | 53    | Linköping            |
| 8  | C    | Frida Östberg       | 10 dicembre 1977 (27 anni) | 34    | Umeå IK              |
| 9  | C    | Malin Andersson (c) | 4 maggio 1973 (32 anni)    | 148   | Malmö FF             |
| 10 | A    | Hanna Ljungberg     | 8 gennaio 1979 (26 anni)   | 105   | Umeå IK              |
| 11 | A    | Victoria Svensson   | 18 maggio 1975 (30 anni)   | 107   | Djurgården/Älvsjö    |
| 12 | P    | Hedvig Lindahl      | 28 aprile 1983 (22 anni)   | 10    | Linköping            |
| 13 | A    | Lotta Schelin       | 27 febbraio 1984 (21 anni) | 14    | Kopparbergs/Göteborg |
| 14 | C    | Maria Karlsson      | 14 maggio 1983 (22 anni)   | 5     | Linköping            |
| 15 | C    | Therese Sjögran     | 8 aprile 1977 (28 anni)    | 86    | Malmö FF             |
| 16 | C    | Caroline Seger      | 19 marzo 1985 (20 anni)    | 4     | Linköping            |
| 17 | C    | Anna Sjöström       | 23 aprile 1977 (28 anni)   | 50    | Umeå IK              |
| 18 | P    | Maja Åström         | 14 dicembre 1982 (22 anni) | 1     | Djurgården/Älvsjö    |
| 19 | D    | Anna Paulson        | 29 febbraio 1984 (21 anni) | 1     | Umeå IK              |
| 20 | A    | Josefine Öqvist     | 23 luglio 1985 (19 anni)   | 25    | Linköping            |

## Gruppo B

### Francia
Selezionatrice:  Élisabeth Loisel
Le squadre di appartenenza si riferiscono alla stagione 2004-2005.
| N. | Pos. | Giocatore                | Data nascita (età)          | Pres. | Reti | Squadra               |
| -- | ---- | ------------------------ | --------------------------- | ----- | ---- | --------------------- |
| 1  | P    | Sandrine Capy            | 19 gennaio 1969 (36 anni)   |       |      | FCF Juvisy            |
| 2  | D    | Sabrina Viguier          | 4 gennaio 1981 (24 anni)    |       |      | Tolosa                |
| 3  | D    | Peggy Provost            | 19 settembre 1977 (27 anni) |       |      | FCF Juvisy            |
| 4  | D    | Laura Georges            | 20 agosto 1984 (20 anni)    |       |      | Boston College Eagles |
| 5  | D    | Corinne Diacre           | 4 agosto 1974 (30 anni)     |       |      | Soyaux                |
| 6  | C    | Sandrine Soubeyrand      | 16 agosto 1973 (31 anni)    |       |      | FCF Juvisy            |
| 7  | C    | Stéphanie Mugneret-Béghé | 22 marzo 1974 (31 anni)     |       |      | FCF Juvisy            |
| 8  | C    | Sonia Bompastor (c)      | 8 giugno 1980 (24 anni)     |       |      | Montpellier           |
| 9  | A    | Marinette Pichon         | 26 novembre 1975 (29 anni)  |       |      | FCF Juvisy            |
| 10 | A    | Candie Herbert           | 4 giugno 1977 (28 anni)     |       |      | Soyaux                |
| 11 | D    | Sandrine Dusang          | 23 marzo 1984 (21 anni)     |       |      | Olympique Lione       |
| 12 | C    | Camille Abily            | 5 dicembre 1984 (20 anni)   |       |      | Montpellier           |
| 13 | D    | Anne-Laure Casseleux     | 13 gennaio 1984 (21 anni)   |       |      | Soyaux                |
| 14 | C    | Louisa Nécib             | 23 gennaio 1987 (18 anni)   |       |      | CNFE Clairefontaine   |
| 15 | A    | Élodie Thomis            | 13 agosto 1986 (18 anni)    |       |      | CNFE Clairefontaine   |
| 16 | P    | Céline Deville           | 24 gennaio 1982 (23 anni)   |       |      | Montpellier           |
| 17 | C    | Marie-Ange Kramo         | 20 febbraio 1979 (26 anni)  |       |      | Tolosa                |
| 18 | A    | Hoda Lattaf              | 24 settembre 1985 (19 anni) |       |      | Montpellier           |
| 19 | C    | Élise Bussaglia          | 29 febbraio 1984 (21 anni)  |       |      | FCF Juvisy            |
| 20 | P    | Sarah Bouhaddi           | 17 ottobre 1986 (18 anni)   |       |      | CNFE Clairefontaine   |

### Germania
Selezionatrice:  Tina Theune-Meyer
Le squadre di appartenenza si riferiscono alla stagione 2004-2005.
| N. | Pos. | Giocatore          | Data nascita (età)          | Pres. | Reti | Squadra            |
| -- | ---- | ------------------ | --------------------------- | ----- | ---- | ------------------ |
| 1  | P    | Silke Rottenberg   | 25 gennaio 1972 (33 anni)   |       |      | 2001 Duisburg      |
| 2  | D    | Kerstin Stegemann  | 29 settembre 1977 (27 anni) |       |      | Heike Rheine       |
| 3  | D    | Sonja Fuss         | 5 novembre 1978 (26 anni)   |       |      | Brauweiler Pulheim |
| 4  | D    | Stephanie Jones    | 22 dicembre 1972 (32 anni)  |       |      | 1. FFC Francoforte |
| 5  | D    | Sarah Günther      | 25 gennaio 1983 (22 anni)   |       |      | Amburgo            |
| 6  | A    | Inka Grings        | 31 ottobre 1978 (26 anni)   |       |      | 2001 Duisburg      |
| 7  | C    | Pia Wunderlich     | 26 gennaio 1975 (30 anni)   |       |      | 1. FFC Francoforte |
| 8  | A    | Sandra Smisek      | 3 luglio 1977 (27 anni)     |       |      | FSV Francoforte    |
| 9  | A    | Birgit Prinz (c)   | 25 ottobre 1977 (27 anni)   |       |      | 1. FFC Francoforte |
| 10 | C    | Renate Lingor      | 11 ottobre 1975 (29 anni)   |       |      | 1. FFC Francoforte |
| 11 | A    | Anja Mittag        | 16 maggio 1985 (20 anni)    |       |      | Turbine Potsdam    |
| 12 | P    | Ursula Holl        | 26 giugno 1982 (22 anni)    |       |      | FSV Francoforte    |
| 13 | D    | Sandra Minnert     | 7 aprile 1973 (32 anni)     |       |      | Bad Neuenahr       |
| 14 | C    | Britta Carlson     | 3 marzo 1978 (27 anni)      |       |      | Turbine Potsdam    |
| 15 | P    | Nadine Angerer     | 10 novembre 1978 (26 anni)  |       |      | Turbine Potsdam    |
| 16 | C    | Conny Pohlers      | 16 novembre 1978 (26 anni)  |       |      | Turbine Potsdam    |
| 17 | D    | Ariane Hingst      | 25 luglio 1979 (25 anni)    |       |      | Turbine Potsdam    |
| 18 | C    | Kerstin Garefrekes | 4 settembre 1979 (25 anni)  |       |      | 1. FFC Francoforte |
| 19 | C    | Navina Omilade     | 3 novembre 1981 (23 anni)   |       |      | Turbine Potsdam    |
| 20 | A    | Petra Wimbersky    | 9 novembre 1982 (22 anni)   |       |      | Turbine Potsdam    |

### Italia
Selezionatrice:  Carolina Morace
Le squadre di appartenenza si riferiscono alla stagione 2004-2005.
| N. | Pos. | Giocatore           | Data nascita (età)          | Pres. | Reti | Squadra           |
| -- | ---- | ------------------- | --------------------------- | ----- | ---- | ----------------- |
| 1  | P    | Carla Brunozzi      | 20 aprile 1976 (29 anni)    |       |      | Vigor Senigallia  |
| 2  | C    | Giulia Domenichetti | 29 aprile 1984 (21 anni)    |       |      | Torres            |
| 3  | C    | Tatiana Zorri       | 19 ottobre 1977 (27 anni)   |       |      | Torino            |
| 4  | C    | Sara Di Filippo     | 29 giugno 1982 (22 anni)    |       |      | Tavagnacco        |
| 5  | D    | Elisabetta Tona     | 22 gennaio 1984 (21 anni)   |       |      | Torres            |
| 6  | D    | Giulia Perelli      | 23 aprile 1982 (23 anni)    |       |      | Atletico Oristano |
| 7  | A    | Chiara Gazzoli      | 21 agosto 1978 (26 anni)    |       |      | Torres            |
| 8  | C    | Damiana Deiana      | 26 giugno 1970 (34 anni)    |       |      | Torino            |
| 9  | A    | Patrizia Panico (c) | 8 febbraio 1975 (30 anni)   |       |      | Torino            |
| 10 | C    | Elisa Camporese     | 16 marzo 1984 (21 anni)     |       |      | Bardolino Verona  |
| 11 | A    | Maria Ilaria Pasqui | 13 dicembre 1979 (25 anni)  |       |      | Bardolino Verona  |
| 12 | P    | Michela Cupido      | 2 maggio 1978 (27 anni)     |       |      | Agliana           |
| 13 | D    | Gioia Masia         | 22 gennaio 1977 (28 anni)   |       |      | Torres            |
| 14 | D    | Valentina Lanzieri  | 21 giugno 1984 (20 anni)    |       |      | Torino            |
| 15 | D    | Viviana Schiavi     | 1º settembre 1982 (22 anni) |       |      | Fiamma Monza      |
| 16 | D    | Elena Ficarelli     | 16 luglio 1980 (24 anni)    |       |      | Bardolino Verona  |
| 17 | A    | Melania Gabbiadini  | 18 agosto 1983 (21 anni)    |       |      | Bardolino Verona  |
| 18 | A    | Pamela Conti        | 4 aprile 1982 (23 anni)     |       |      | Torres            |
| 19 | C    | Valentina Boni      | 14 marzo 1983 (22 anni)     |       |      | Bardolino Verona  |
| 20 | P    | Chiara Marchitelli  | 4 maggio 1985 (20 anni)     |       |      | Atletico Oristano |

### Norvegia
Selezionatore:  Bjarne Berntsen.
Le squadre di appartenenza si riferiscono alla stagione 2005.
| N. | Pos. | Giocatore                | Data nascita (età)         | Pres. | Reti | Squadra        |
| -- | ---- | ------------------------ | -------------------------- | ----- | ---- | -------------- |
| 1  | P    | Bente Nordby             | 23 luglio 1974 (30 anni)   |       |      | Asker          |
| 2  | D    | Ane Stangeland (c)       | 2 giugno 1980 (25 anni)    |       |      | Kattem         |
| 3  | D    | Gunhild Følstad          | 3 novembre 1981 (23 anni)  |       |      | Trondheims-Ørn |
| 4  | C    | Ingvild Stensland        | 3 agosto 1981 (23 anni)    |       |      | Kolbotn        |
| 5  | D    | Siri Nordby              | 4 agosto 1978 (26 anni)    |       |      | Røa            |
| 6  | D    | Marit Fiane Grødum       | 11 dicembre 1980 (24 anni) |       |      | Røa            |
| 7  | C    | Trine Rønning            | 14 giugno 1982 (22 anni)   |       |      | Kolbotn        |
| 8  | C    | Solveig Gulbrandsen      | 12 gennaio 1981 (24 anni)  |       |      | Kolbotn        |
| 9  | A    | Isabell Herlovsen        | 23 giugno 1988 (16 anni)   |       |      | Kolbotn        |
| 10 | C    | Unni Lehn                | 7 giugno 1977 (27 anni)    |       |      | Trondheims-Ørn |
| 11 | D    | Maritha Kaufmann         | 2 gennaio 1981 (24 anni)   |       |      | Team Strømmen  |
| 12 | P    | Ingrid Hjelmseth         | 10 aprile 1980 (25 anni)   |       |      | Trondheims-Ørn |
| 13 | P    | Christine Colombo Nilsen | 30 aprile 1982 (23 anni)   |       |      | Kolbotn        |
| 14 | A    | Dagny Mellgren           | 19 giugno 1976 (28 anni)   |       |      | Klepp          |
| 15 | D    | Tone Heimlund            | 24 maggio 1985 (20 anni)   |       |      | Fløya          |
| 16 | A    | Kristin Blystad Bjerke   | 7 luglio 1980 (24 anni)    |       |      | Kolbotn        |
| 17 | D    | Marianne Paulsen         | 20 maggio 1985 (20 anni)   |       |      | Trondheims-Ørn |
| 18 | C    | Marie Knutsen            | 31 agosto 1982 (22 anni)   |       |      | Kattem         |
| 19 | A    | Stine Frantzen           | 29 gennaio 1984 (21 anni)  |       |      | Fløya          |
| 20 | A    | Lise Klaveness           | 19 aprile 1981 (24 anni)   |       |      | Asker          |